# Таллоне, Чезаре
Чезаре Витторе Луиджи Таллоне (итал. Cesare Vittore Luigi Tallone, 11 августа 1853, Савона, Лигурия — 21 июня 1919, Милан, Ломбардия) — итальянский живописец академического направления и педагог, профессор живописи в Академии Брера в Милане.

## Биография
Чезаре Таллоне родился в Савоне, в семье Пьетро Доменико Таллоне, уроженца Пинероло (Пьемонт), офицера пьемонтской армии, и пианистки Терезы Макарио. В 1860 году семья переехала в Парму, где Пьетро возглавил Королевский военный колледж. После потери отца в возрасте десяти лет Чезаре с матерью и сёстрами переехал в Алессандрию, родной город своей матери. Рано увлекшись изобразительным искусством, Чезаре в возрасте двенадцати лет был принят в мастерскую гравёра Аннибале Мотти, а два года спустя, в вечернюю школу "Объединенного рабочего общества (Società Operai Riuniti), где учился живописи у пейзажиста Пьетро Сасси.
Чезаре принимал участие в работах по украшению вилл Лигурийской Ривьеры. Его талант вскоре был признан и муниципалитет Алессандрии помог ему посещать регулярные курсы. Благодаря финансовой помощи промышленника Доменико Боратто в ноябре 1872 года Таллоне был принят в Академию Брера, где учился до 1880 года у Раффаэле Каснеди, Луиджи Риккарди и Джузеппе Бертини.
В 1873 году Чезаре Таллоне был награждён серебряной медалью за успехи, достигнутые в течение учебного года в «Школе пейзажа» (Scuola di paesaggio). Таллоне был активным участником оживлённой художественной жизни Милана тех лет, стал членом объединения «Миланская художественная семья» (Famiglia Artistica Milanese) с момента его основания в 1873 году Веспазьяно Биньями. Членами этого объединения состояли также представители общества «Скапильятура».
C 1877 года Чезаре Таллоне регулярно участвовал в миланских художественных выставках; он посетил Париж и Лондон, где познакомился с живописью Диего Веласкеса, Рим и Венецию, изучал искусство Тициана и Тинторетто. В 1883 году он участвовал в большой выставке «Esposizione di Belle Arti» в Риме. Таллоне часто бывал в Риме с Антонио Манчини и Франческо Паоло Микетти. Его успех у публики и критиков был подтверждён в следующем году на «Большой итальянской выставке» (Esposizione Generale Italiana) в Турине.
18 апреля 1888 года он женился на поэтессе Элеоноре Танго, дочери неаполитанского дворянина Винченцо Танго, которая подарила ему девять детей, из которых Гвидо станет живописцем, Чезаре Аугусто — пианистом, остальные также были причастны миру искусства.
В 1889 году Таллоне участвовал в экспозиции Всемирной выставки в Париже, в 1895 году присоединился к новому объединению «Художественный кружок жителей Бергамо» (Circolo Artistico Bergamasco).
В 1885 году он был назначен профессором живописи Каррарской академии изобразительных искусств в Бергамо. В 1899 году стал заведующим кафедрой живописи в Академии Брера в Милане, заменив умершего мастера Джузеппе Бертини. Среди его студентов были миланцы Антонио Альчати, Романо Валори, Арольдо Бонзаньи, будущие футуристы: Карло Карра, Акилле Фуни, Антонио Сант-Элиа, Умберто Боччони, а также Альдо Карпи, участники движения новеченто: Ансельмо Буччи, Леонардо Дудревилль, Артуро Този, Джузеппе Паланти, Алессандро Галлотти, Витторио Гуссони, Умберто Лиллони.
В 1901 году Чезаре Таллоне стал почётным членом Академии, в следующем году Министерство просвещения присвоило ему звание рыцаря. В этот период он посещал собрания миланских интеллектуалов: литераторов, художественных критиков и философов, таких как Ада Негри, Сибилла Алерамо, Маргерита Сарфатти, Габриеле д’Аннунцио, Филиппо Томмазо Маринетти.
В эти годы он продолжал выставлять свои работы и стал известен в буржуазных и аристократических кругах как выдающийся портретист. Одной из значительных наград была премия принца Умберто, присуждённая ему в 1908 году; в том же году на Международной выставке искусств в Венеции (Esposizione Internazionale d’Arte di Venezia) произведениям Чезаре Таллоне был отведён отдельный зал.
С приближением Первой мировой войны тяжёлое физическое состояние художника усугубили боль от отъезда на фронт его четырёх сыновей и многих воспитанников Академии. Таллоне умер в больнице Фатебенефрателли (Fatebenefratelli) в Милане 21 июня 1919 года. Были устроены государственные похороны на Монументальном кладбище. В доме в Бергамо на Виа Пиньоло 76, где жил художник, а в настоящее время находится музей Адриано Бернареджи, установлена мемориальная доска в его память.
В 1921 году по инициативе его друга Веспаcьяно Биньями Академия Брера отметила память художника посмертной ретроспективой его произведений в Пинакотеке Брера. В 1953 году отмечалось столетие со дня рождения Чезаре Таллоне. В 1995 году в бывшей церкви Сант-Агостино-алла-Фара в Бергамо проходила выставка живописи от Таллоне до Ловерини (Pittura a Bergamo da Tallone a Loverini).

## Галерея

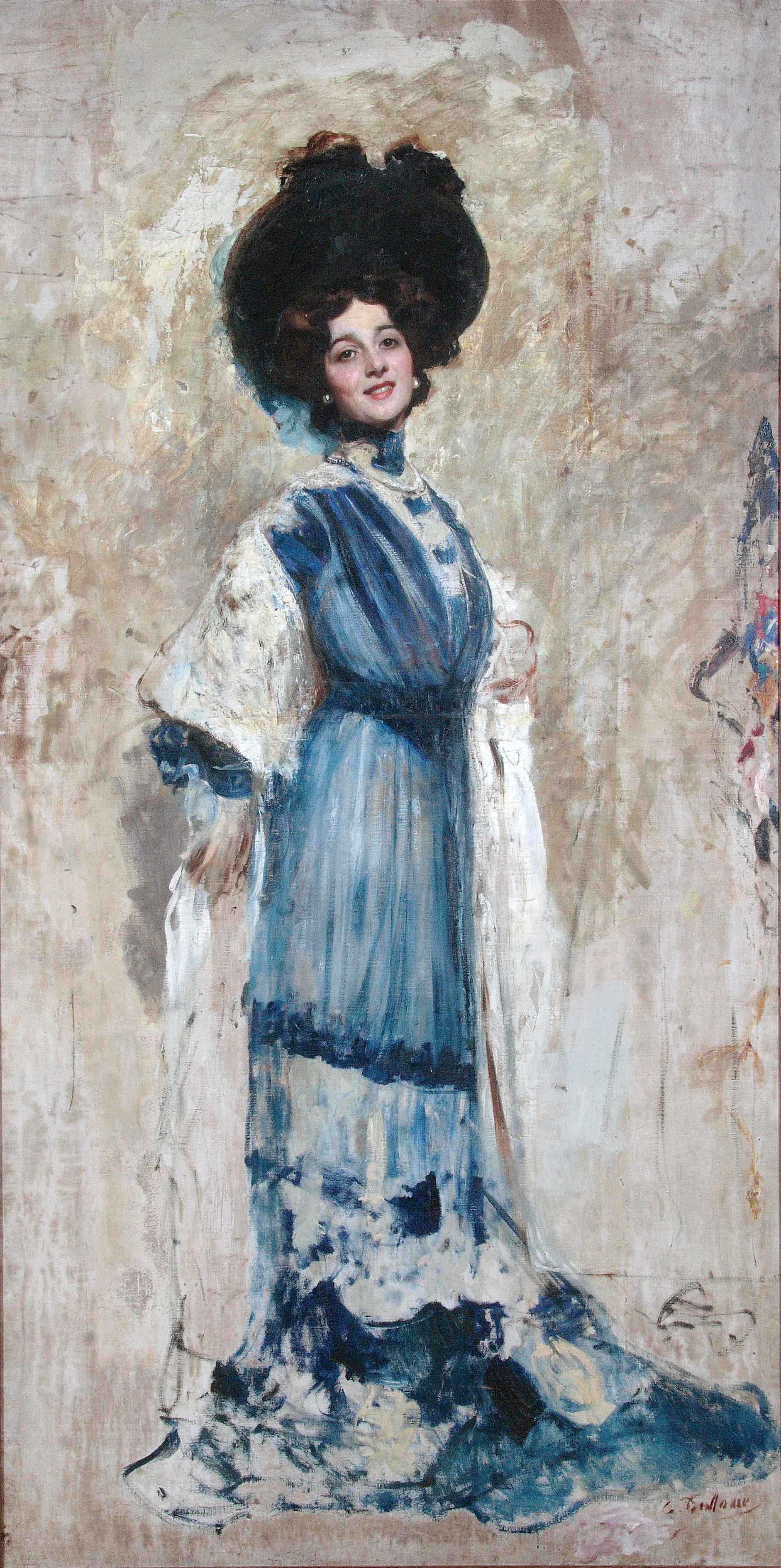
Портрет Лины Кавальери. Ок. 1905. Холст, масло. Частное собрание
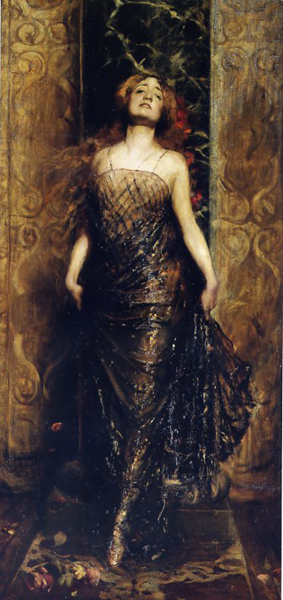
Портрет Лиды Борелли. 1911. Холст, масло. Частное собрание
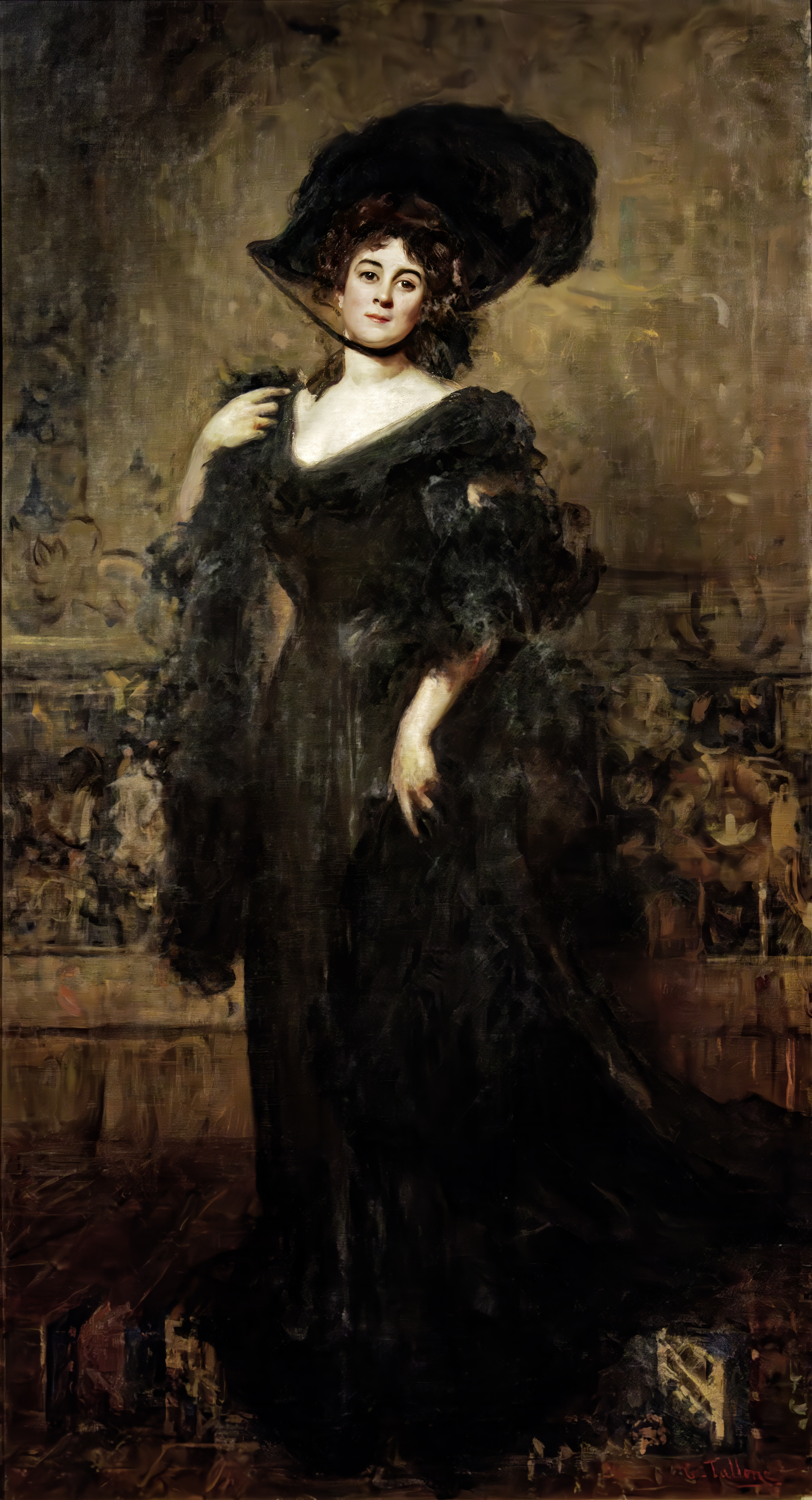
Портрет леди Эстер де Аморим (д'Америн). Ок. 1906. Холст, масло. Музей Фруньоне, Генуя
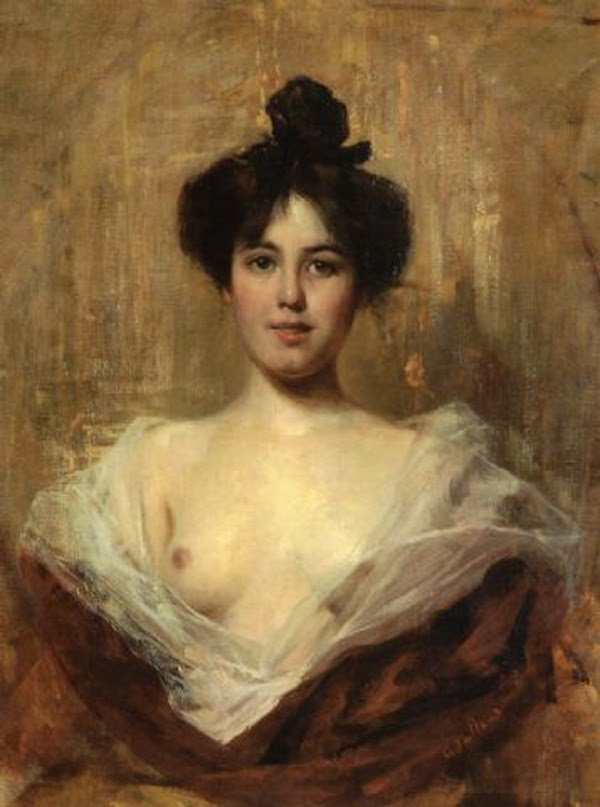
Бюст молодой женщины. Ок. 1910
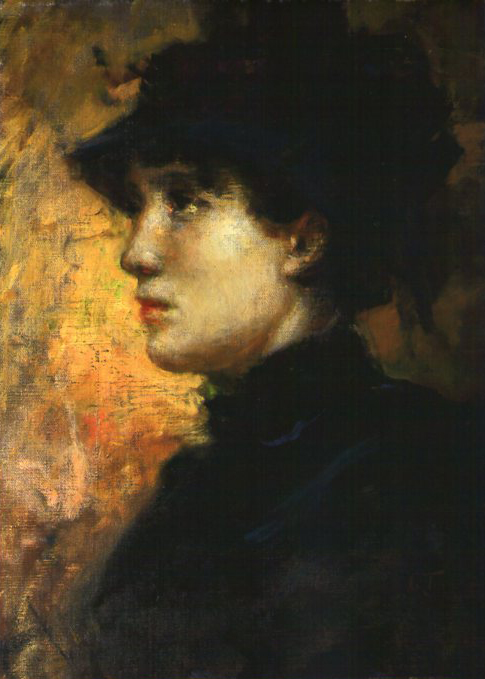
Женщина в профиль в шляпе. 1884
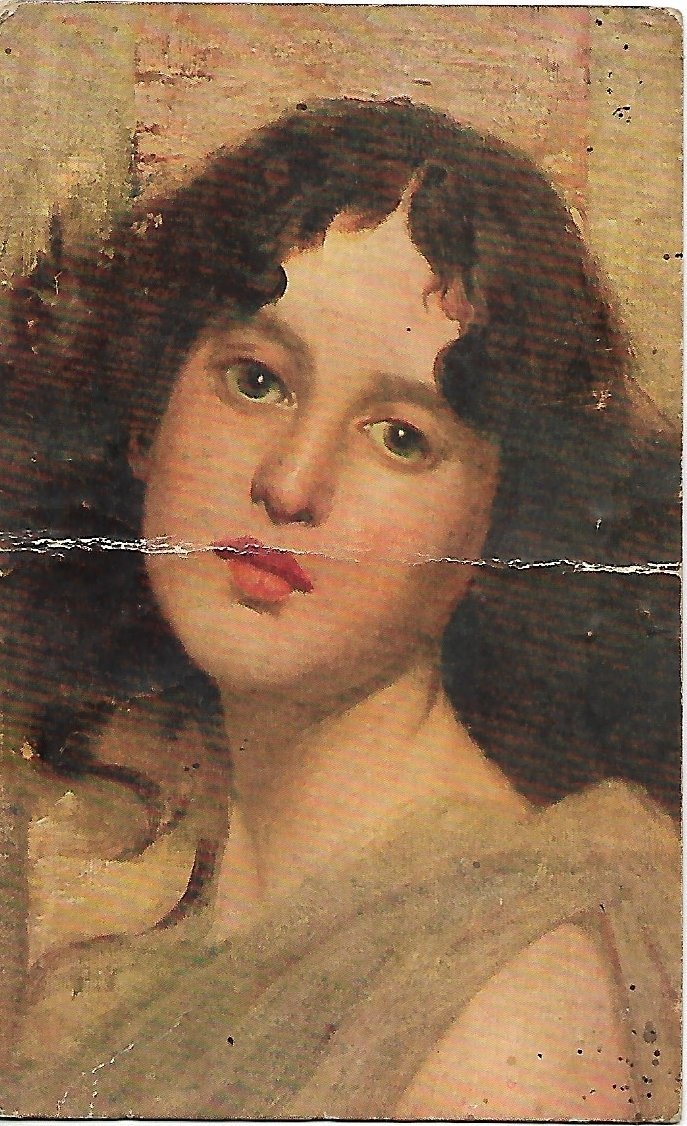
Невинность. 1921
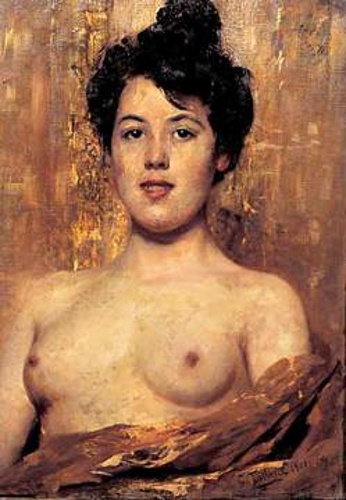
Полуобнажённая. 1910
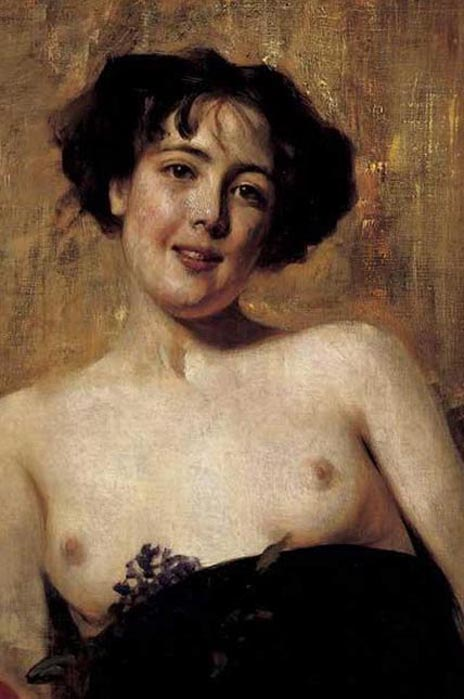
Молодая женщина
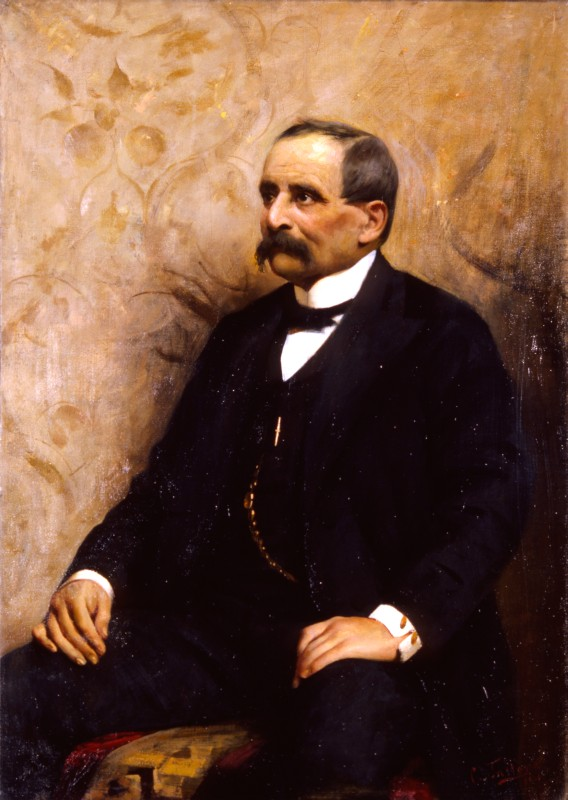
Портрет графа Альдо Аннони. 1901. Холст, масло. Фонд Карипло, Милан
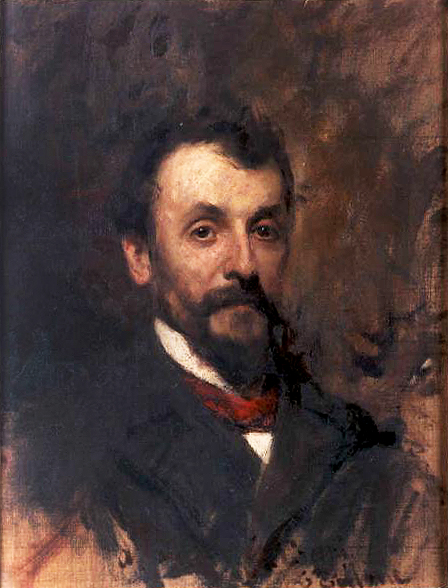
Портрет Гаэтано Креспи. 1901. Холст, масло. Художественные коллекции Палаццо Марлиани-Чиконья, Бусто Арсизио, Варезе
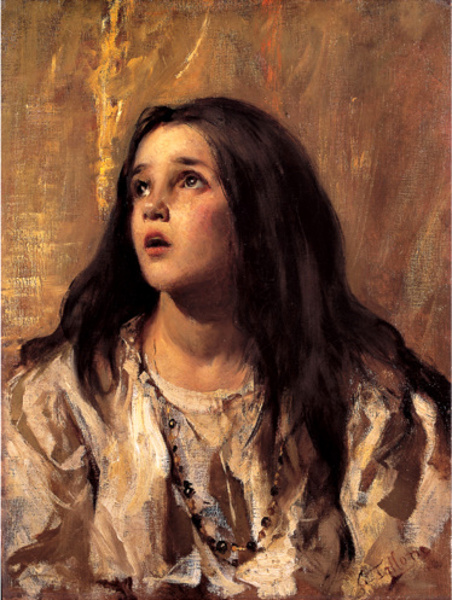
Портрет Ирены Таллоне. Ок. 1905. Холст, масло. Частное собрание
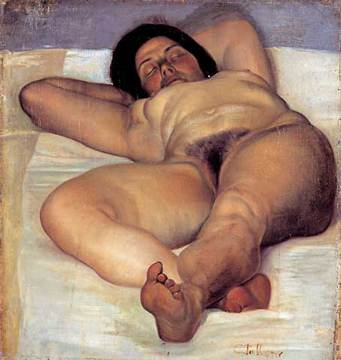
Обнажённая. Ок. 1900